# Eusparassus shefteli
Eusparassus shefteli là một loài nhện trong họ Sparassidae.
Loài này thuộc chi Eusparassus. Eusparassus shefteli được Ralph Vary Chamberlin miêu tả năm 1916.